# Idioma kuthant
Gkuthaarn,  también llamado Kuthant,  Kutanda y otras variantes ortográficas, es una lengua pama extinta de la península del Cabo York, Queensland, Australia. También conocido como Karundi/Garandi (y variantes ortográficas), pero el idioma garandi puede ser un dialecto separado.
Norman Tindale también asignó el nombre Kareldi, pero esto no está confirmado por otros. Las fuentes actuales se refieren al pueblo Gkuthaarn.

## Nombres alternativos
Tindale
- Kotanda, también escrito Kutanda, Goothanto[1]
- Karundi, también escrito Karunti, Kurandi, Ka-rantee, Karrandi, Karrandee, Gar-und-yih, se cree que se deriva de Karun-/Gooran, que significa matorrales.[1]

Sin embargo, según Lauriston Sharp, Kotanda también se usó para el ahora extinto Kalibamu, y Karandi/Garandi (AUSTLANG G32) era un grupo local diferente, y AIATSIS está de acuerdo.
Otras variantes
Otras variantes ortográficas incluidas en AUSTLANG son:
- Karaldi
- Gudanda
- Gudhanda
- Gudhand
- Guandhar

## Fonología

### Consonantes
|                 | Bilabial | Dental | Alveolar | Retrofleja | Palatal | Velar |
| --------------- | -------- | ------ | -------- | ---------- | ------- | ----- |
| Oclusiva        | p        | t̪      | t        | (ʈ)        | c       | k     |
| Nasal           | m        | n̪      | n        | ɳ          | ɲ       | ŋ     |
| Fricativa       |          |        |          |            |         | ɣ     |
| Vibrante        |          |        | r        |            |         |       |
| Vibrante simple |          |        | ɾ        | ɻ~ɽ        |         |       |
| Aproximante     | w        |        |          | ɻ~ɽ        | j       |       |
| Lateral         |          |        | l        | ɭ          |         |       |

[ʈ] está atestiguado solo en la secuencia [ɳʈ] y en los préstamos de Kukatj.

### Vocales
|            | Anterior | Anterior redondeada | Central | Posterior |
| ---------- | -------- | ------------------- | ------- | --------- |
| No abierta | i iː     | ø øː                | ɨ ɨː    | u uː      |
| Abierta    |          |                     | a aː    |           |

Kuthant tiene dos diptongos: /ia/ y /ua/.

## Algunas palabras
Según W. E. Armit, inspector de Policía Nativa, estas fueron algunas palabras de la "tribu Karrandee":
- irruag (perro domesticado)
- nyet (padre)
- mooruk (madre)
- morbuy (hombre blanco)